# Gaoqiao (Kaizhou)
Die Großgemeinde Gaoqiao (chinesisch 高桥镇, Pinyin Gāoqiáo Zhèn) liegt im Stadtbezirk Kaizhou der regierungsunmittelbaren Stadt Chongqing, etwa 337 km nordöstlich des Stadtzentrums.
Im Dezember 2003 ereignete sich in der Stadt ein Gasunfall, bei dem 243 Menschen an Vergiftungen starben. Ein ähnlicher Vorfall ereignete sich im März 2006. Damals wurden jedoch tausende Einwohner in Sicherheit gebracht.
Koordinaten: 31° 22′ N, 108° 15′ O